# Ал Каида
Ал Каида (арап. القاعدة‎ — база, темељ или фундамент) је панисламистичка милитантна организација коју воде сунитски џихадисти, који предводе глобалну исламистичку револуцију са циљем уједињења муслиманског света под наднационалним исламским калифатом. Њене чланове углавном чине Арапи, али и бројни друхи људи из осталих етничких група. Ал Каида је покренула бројне нападе на цивилне, привредне и војне циљеве САД и њихових савезника, као што су бомбардовања америчких амбасада 1998. и напади 11. септембра 2001.
Основали су је Осама бин Ладен, Абдулах Јусуф Азам и још неколико особа, у временском периоду између августа 1988. и краја 1989. године, а порекло има у арапским добровољцима који су се борили против Совјетског Савеза у рату у Авганистану осамдесетих година 20. века. Дјелује као мрежа коју чини мултинационална, бездржавна војска и исламистичка, екстремистичка, салафистичко-вехабистичка џихадистичка група. Као терористичка група означена је од стране Савета безбедности ОУН, Организације Северноатлантског споразума, Европске уније, Сједињених Држава, Русије, Индије и разних других земаља. Ова организација је вршила бројне нападе на мете које сматра кафирским („неверничким”).
Екстремистички муслимански покрети пре Јусуфа Азама, углавном су били усмерени на локална национално-ослободилачка питања или проблеме либерализације друштва. Он је, међутим, афирмисао принципе формирања идеолошке и парамилитарне инфраструктуре глобализације радикалног ислама. Азам је идеју планетарног џихада развио филозофски, а и лично је, учествујући у рату у Авганистану против совјетске окупације, успешно доприносио регрутовању и обуци муџахедина из целог муслиманског света, постављајући правац за развој Ал Каиде.
Чланови Ал Каиде верују да јудеохришћански савез (који предводе САД) води рат против ислама с намером да уништи ислам. Ал Каида се такође противи законима које су створили људи и настоји да спроведе шеријат (исламски закон) у муслиманским земљама. Припадници Ал Каиде користе тактике попут самоубилачких напада. Ирачки огранак Ал Каиде, који се касније трансформисао у Исламску државу Ирак после 2006. године, био је одговоран за бројне нападе на шиите током побуне у Ираку. Идеолози Ал Каиде замишљају насилно уклањање свих страних и секуларистичких утицаја у муслиманским земљама, које она осуђује као корумпиране девијације. Након смрти Бин Ладена 2011. године, Ал Каида се заклела да ће осветити његово убиство. Групу је потом предводио Ајман ел Завахири, све до 2022. када су и њега нису убиле САД. Од 2021. наводно су патили од погоршања централне команде над својим регионалним операцијама.

## Историја
Ал Каида води корене из времена совјетске инвазије на Авганистан, када се велики број муслиманских бораца из целог света придружио локалном муџахединском покрету отпора, који су највећим делом финансирале Сједињене Државе и Пакистан. Претеча Ал Каиде била је МАК – Служба за подршку (Maktab Khadamāt al-Mujāhidīn al-'Arab), коју је у Пешавару на авганистанској граници основао Јусуф Азам је с циљем да у рату против неверника и комуниста прикупља финансијску помоћ и организује борбену обуку за добровољце из целог света који су спремни за учешће у џихаду и да дају живот „на Алаховом путу”.
Према писањима пакистанских медија Осама бин Ладен се, као богаташки син који је био спреман да практично помогне џихад, појавио у Пешавару 1981. године. У оквиру Канцеларије хадамат, он је Азаму био помоћник и ученик и званично се бавио обезбеђивањем путних и смештајних трошкова за добровољце, административним односима са пакистанским властима и другим логистичким пословима.
Притом, успостављена је и стална курирска и снабдевачка веза између Пешавара и територија Авганистана на којима су деловале исламске милиције блиске шеиху Јусуфу Азаму. Осама је 1984. основао и специфичну институцију Баит ул-Ансар (Кућа помагача), која је најпре унапредила Азамове потенцијале за подршку долазећим „авганистанским Арапима”, а касније је представљала и темељ за формирање посебне милиције, односно међународне мреже Ал Каида.
После Азамовог убиства 1989, Осама се као херој вратио у Саудијску Арабију нудећи своје борце за протеривање „неверничких”, углавном америчких трупа, које су водећи Први заливски рат за одбрану Кувајта, већ биле стациониране у појединим муслиманским земљама. Међутим, двор у Ријаду није прихватио његове идеје, већ се окренуо својим западним савезницима, а Бин Ладен је чак и протеран и следио је поступак да му се одузме држављанство. Он је, међутим, наишао на добар пријем у Судану, где су, како се сматра и сковани планови за први озбиљан терористички напад на америчке амбасаде у Танзанији и Кенији.
Вође Ал Каиде тврде да САД и Велика Британија угњетавају муслимане и за врбовање и радикализовање младих муслимана, на руку им иде и америчку инвазију и окупацију Ирака, присуство америчких трупа у исламским земљама и отворена подршка Израелу, против Палестинаца.
И поред чињенице да владајуће структуре у већини исламских земаља осуђују деловање Ал Каиде, и спроводе одређене мере борбе против терориста, значајан проценат јавног мњења у многим исламским земљама даје експлицитну или имплицитну подршку Ал Каиди.
Абу Мухамед ел Џолани, бивши вођа Ал Каиде у Сирији, и његова организација Тахрир ел Шам, преузели су власт у Сирији у децембру 2024. године.